# Prime Video

Logotipo secundário da Amazon Prime Video. Com a palavra "Prime" em cima do "sorriso" da Amazon.com

Prime Video (inicialmente chamado Amazon Unbox e Amazon Video on Demand nos EUA, e LoveFilm na Europa) é um serviço online de streaming norte-americano de vídeo sob demanda por assinatura (over-the-top) lançado em 2006, disponível em mais de 200 países, de propriedade e operado pela Amazon. Este oferece programas de televisão e filmes para aluguel ou compra. Títulos selecionados são oferecidos gratuitamente para os clientes com assinatura na Amazon Prime, um movimento que enfureceu alguns consumidores do Reino Unido quando um aumento não-negociável de 61% na taxa de inscrição. Como concorrentes, a Amazon tem buscado uma série de ofertas de conteúdo exclusivo para diferenciar seu serviço. Mais recentemente, a Amazon chegou a um acordo de licenciamento multi-ano com provedor de conteúdo HBO.

## História
O serviço nos EUA estreou em 7 de setembro de 2006, como Amazon Unbox. Em 4 de setembro de 2008, o serviço foi rebatizado Amazon Video on Demand. Em 22 de fevereiro de 2011, Amazon rebatizada como Amazon Instant Video e acrescentou o acesso a 5.000 filmes e programas de TV para membros Amazon Prime. Em 4 de Setembro de 2012, a Amazon assinou um acordo com o canal de TV paga Epix para colocar filmes no seu serviço de streaming, em um movimento para rivalizar seu concorrente Netflix. Além disso, em novembro de 2013, a Amazon estreou as comédias Alpha House e Betas, que são séries originais disponíveis exclusivamente on-line através do Amazon Video. A Amazon ofereceu os três primeiros episódios de ambas as séries de uma só vez de forma gratuita, com cada episódio subsequente lançado semanalmente para os membros Prime.
Em fevereiro de 2014, a Amazon anunciou que o serviço de streaming no Reino Unido, LoveFilm iria ser dobrado para o serviço Instant Video em 26 de fevereiro de 2014. Em janeiro de 2015, Transparent tornou-se o primeiro show produzido pela Amazon Studios a ganhar um grande prêmio e a primeira série de um serviço de streaming de vídeo a ganhar o Globo de Ouro para Melhor Série de Televisão - Comédia ou Musical.
Em 30 de Julho de 2015, a Amazon anunciou oficialmente que tinha contratado Jeremy Clarkson, Richard Hammond e James May para produzir uma série de carros para o serviço. Nem Jeff Bezos ou a Amazon declararam o quanto Jeremy, James, ou Richard estão sendo pagos para produzir o programa, mas Jeff Bezos afirmou que o negócio foi "muito caro, mas vale a pena". ainda que o valor pago não foi divulgado oficialmente, Andy Wilman, o ex-produtor executivo de Top Gear afirmou que cada episódio terá um orçamento de cerca de £ 4,5 milhões, 9x maior do que o orçamento do Top Gear. O novo show irá ao ar oficialmente no Outono de 2016.
Em setembro de 2015, a palavra "Instant" foi retirada do seu nome nos EUA, ficando simplesmente como Amazon Video.

## No Brasil
2016
Em dezembro de 2016 a Amazon anunciou uma expansão global do Amazon Video para mais de 200 países, entre eles o Brasil. O serviço foi lançado no país custando R$7,90 por mês durante os seis primeiros meses. Dentre os títulos que estavam no catálogo na época do lançamento do Brasil estão as séries originais da Amazon, como The Grand Tour e Mozart in The Jungle e séries de outras produtoras, como Mr. Robot e Seinfeld.
2019
Em 2019, a Amazon anunciou que o primeiro escritório da sua divisão de streaming fora dos Estados Unidos seria no Rio de Janeiro.
2020
Em janeiro de 2020, passou a transmitir o My French Film Festival. Em setembro de 2020, o Prime Video anunciou seus primeiros canais do serviço: Looke, Paramount+, MGM (Metro-Goldwyn-Mayer), STARZPLAY e Noggin. O JustWatch apontou que o Prime Video foi o segundo serviço de streaming que mais teve títulos adicionados ao catálogo em 2020, e foi o mais buscado no início da pandemia de COVID-19.
2021
Em março de 2021, no início da quarentena devido a pandemia de COVID-19, disponibilizou temporariamente o acesso gratuito a filmes e séries infantis. Em novembro de 2020, ultrapassou a Netflix e tornou-se o serviço de streaming com o maior número de filmes no Brasil.
Em janeiro de 2021, disponibilizou filmes de forma "surpresa", pois não anunciou eles previamente. No mesmo mês, anuncia o lançamento exclusivo de Greenland (bra:Destruição Final: O Último Refúgio), que ainda estava em exibição em algumas salas de cinema. Outro filme que estava em cartaz nos cinemas na quarentena e também foi apresentado simultaneamente e exclusivamente no Amazon Prime foi The War with Grandpa (bra:Em Guerra com o Vovô). Em fevereiro de 2021, lançou no Brasil o "Amazon Preview", que concede detalhes das futuras produções da Amazon para os melhores clientes.
Em junho do mesmo ano, firma uma parceria com o Premiere da Globo para a transmissão na plataforma do Campeonato Brasileiro das Séries A e B, da Copa do Brasil e dos estaduais de SP, MG, RS e PE.
2022
Em 2022, se tornou um dos transmissores da NBA no Brasil, contratando para a cobertura diversos profissionais que eram da ESPN e SporTV, como Rômulo Mendonça, Roby Porto, Ricardo Bugarelli e Alana Ambrosio.

## Em Portugal
Desde 2016 é possível aderir à Amazon Prime em Portugal. Para novos clientes, os primeiros 7 dias são gratuitos (período de teste), com os primeiros 6 meses a custarem 2,99 €. Findo este período, o serviço passa a custar os 5,99 € mensais, sendo de graça para os subscritores do serviço Amazon Prime. O conteúdo é disponibilizado em idioma original com legendas em português europeu e português brasileiro. Também há material com dobragem feita no Brasil. Desde janeiro de 2020, a Amazon Prime Video está disponível na box da Vodafone.

## Qualidade do Vídeo
Dependendo do dispositivo, o serviço da Amazon suporta até 1080p (HD) streaming com 5.1 Dolby Digital ou Dolby Digital Plus. Para os títulos que estão disponíveis apenas para compra, a opção HD é muitas vezes oferecida a um preço adicional. O Amazon Video suporta 4K (UHD) e High Dynamic Range (HDR) streaming, começando com o seu conteúdo original.

## Requisitos
O Prime Video está disponível em mais de 200 territórios. Os clientes do Prime Video pode transmitir na web usando um player HTML5 ou usando Microsoft Silverlight
O uso é possível em vários aparelhos com acesso a internet como consoles de videogame, (PlayStation, Xbox, Wii e Wii U) leitores de Blu-Ray e televisões (incluindo Panasonic, LG, Samsung e outras TVs) o serviço requer uma conexão wifi ou de banda larga.
Em 1º. de outubro de 2015 a Amazon anunciou que o Google Chromecast e a Apple TV foram proibidos de serem comercializados no seu mercado on-line, com argumento que esta medida era para reduzir "confusão do cliente", uma vez que estes dispositivos não suportariam o Prime Vídeo.

## Direitos de Transmissão no Brasil

### Basquete
- NBA (Temporada 2022/2023)[36]

### Futebol
- Copa do Brasil (2022-2026)[37]
- Campeonato Brasileiro Série A (2025-2029)[38][nota 1]

### Serviços
- Amazon Video
- Disney+
- Discovery+
- HBO Max
- HBO Now
- Hulu
- Netflix
- Paramount+
- Pluto TV
- Star+